# ان‌جی‌سی ۱۴۶
ان‌جی‌سی ۱۴۶ (انگلیسی: NGC 146) یک خوشه باز کوچک در صورت فلکی ذات‌الکرسی است و در سال ۱۸۲۹ توسط جان هرشل کشف شد.